# Bela minuta
Bela minuta é uma espécie de gastrópode da família Mangeliidae.